# Средневековая Трансильвания
Средневековая Трансильвания — история Трансильвании в Средние века.

## Древность и раннее средневековье
В древности территория Трансильвания была частью Дакии. В 107 г. н. э. эта территория была подчинена римским императором Траяном. В 274 г. римляне покинули эту страну,  испытавшую переселение народов. Ею поочередно владели остготы, гепиды и печенеги.
Венгерском королю Стефану I приходилось защищать Венгрию от вторжений переселенцев. Делал он это при помощи мадьярских поселенцев, которые в конце XI века начали постепенно овладевать страной. Остатки дакороманов — валахи — сохранившиеся по преимуществу в горах, в XII—XIII веках значительно усилились, благодаря большому притоку единоплеменников с юга.

## Развитое средневековье
Король Гейза II (1141—1161) призвал в незаселенную часть страны немцев (саксонцев) с среднего и нижнего Рейна. В 1211 г. король Андрей II отдал немецкому рыцарскому ордену часть области, а последний заселил ее немцами. Новые колонисты получили в так называемой саксонской, или королевской, стране землю в полную собственность. Они подчинялись своему собственному немецкому кодексу законов, предоставлявшему им полное самоуправление. Таким образом возвысились города Медиаш, Мюленбах, Германнштадт, Шессбург, Клаузенбург, Кронштадт и друг. От выстроенного в XII в. этими немцами города Зибинбург (позднее Германнштадт) на р. Зибине (Зебен) вся страна получила своё немецкое имя Siebenbürgen; венгерское ее название «Эрдели» — от Эрдо («лес»), соответствует латинскому Тranssilvania, указывающему на обширные леса, отделяющие страну от Венгрии.
В 1240 г. в Трансильванию вторглись монголы.
В 1421 и 1433 гг. турки совершили первые нападения на Трансильванию.

## Позднее средневековье
Уже в 1520 г. учение Лютера распространилось в Германнштадте и др. городах, особенно среди саксонцев.
Когда в 1526 г., по смерти Людвига II, венгерская корона досталась римскому королю Фердинанду I, князь (воевода) Трансильвании. Иоанн Заполья выступил соперником короля, призвал на помощь султана Сулеймана и в 1529 г. покорил Трансильванию и большую часть Венгрии. После его смерти (1540), сын его, Иоанн-Сигизмунд, должен был довольствоваться областью по ту сторону Тиссы и Трансильвании. Таким образом, произошло отделение Трансильвании от Венгрии, продолжавшееся до 1690 г. После смерти Иоанна-Сигизмунда князем в 1571 г. был выбран Стефан Баторий. Когда он в 1576 г. стал королём польским, он уступил управление Трансильванией своему брату Христофору, умершему в 1581 г.
Его Христофора, Сигизмунд Баторий, в 1599 г. передал Трансильванию своему двоюродному брату, кардиналу и епископу вармийскому Андрею Баторию, но последний в том же году был разбит воеводой валашским Михаилом и во время бегства убит. Затем некоторое время управлял страной император Рудольф, но вскоре Стефан Бочкай стал во главе недовольных и султан утвердил его князем Трансильвании. С эрцгерцогом Матфием, правителем Венгрии, он заключил Венский мир (23 июня 1606), по которому венгерским протестантам обеспечивалась свобода религии, а сам Стефан, как князь Трансильвании, получил верхнюю Венгрию до Тиссы.
После смерти Стефана (29 декабря 1606) избран был Сигизмунд Ракочи, а когда тот, по болезни, отказался от власти (1608) — двоюродный брат Сигизмунда, Гавриил (Габор) Баторий. Своей тиранией последний довёл саксонцев до вооруженного сопротивления и навлек на страну тяжелые бедствия. К тем, кто помогал ему при достижении власти, принадлежал Гавриил Бетлен (Бетлен Габор); вскоре, однако, он перешел на сторону противников князя и, при поддержке турок, избран был князем, после того как Баторий в 1613 г. был убит недовольными им аристократами. Он сумел упрочить своё положение как извне, так и внутри государства; покровительствовал наукам и искусствам. Умер в 1629 г. бездетным, но перед смертью заставил избрать ему в преемницы жену его, Екатерину Бранденбургскую, а племянника своего, Стефана Бетлена, назначил ее соправителем. Самоуправство временщика Чаки, основательное подозрение, что Екатерина тайно перешла в католичество, и ее несогласия со Стефаном Бетленом вызвали всеобщее неудовольствие, вследствие чего она была вынуждена отказаться от власти. На её место избран был в 1631 г. Георг Ракочи I. В 1644 г. он заключил союз с Францией и Швецией против императора. Ему наследовал в 1648 г. сын его, Георг Ракочи II, которому пришлось бороться с несколькими соперниками, находившими поддержку у турок. Разбитый ими при Клаузенбурге, он умер в 1660 г. от полученных в битве ран. Враждебная туркам партия сейма избрала князем Иоанна Кемени. Он победил и казнил своего соперника Берчая, но должен был бороться с турками, которые опустошили страну и сделали князем Михаила Апафи. 28 января 1662 г. Кемени пал в битве при Наги-Селес.
Когда в 1683 г. турки были разбиты под Веной, Апафа вынужден был заключить два договора, Галлерский и Блазендорфский (1686—1687), в силу которых сейм признал верховную власть венгерского короля и римского императора. В 1691 г., после смерти князя, Леопольд составил так называемый леопольдинский диплом — основной договор Трансильвании с австрийским домом, обеспечивавший ей конституционную свободу и все прежние ее права в политическом и религиозном отношениях. Карловицким миром (1699) Османская империя признала Леопольда I правителем Трансильвании.